# زانکت گیدین
زانکت گیدین (به آلمانی: St. Egidien) یک شهر در آلمان است که در Zwickau (district) واقع شده‌است. زانکت گیدین ۳٬۶۰۳ نفر جمعیت دارد.